# Буњо
Буњо (фр. Bougneau) насеље је и општина у западној Француској у региону Поату-Шарант, у департману Приморски Шарант која припада префектури Сент.
По подацима из 2011. године у општини је живело 580 становника, а густина насељености је износила 39,89 становника/km². Општина се простире на површини од 14,54 km². Налази се на средњој надморској висини од 31 метар (максималној 102 m, а минималној 7 m).

## Демографија
| 1962. | 1968. | 1975. | 1982. | 1990. | 1999. | 2011. |
| ----- | ----- | ----- | ----- | ----- | ----- | ----- |
| 485   | 490   | 476   | 459   | 450   | 430   | 580   |

График промене броја становника у току последњих година